# Guga-ui seo
Guga-ui seo (구가의 서?; lett. "Il libro della famiglia Gu"; titolo internazionale Gu Family Book) è una serie televisiva sudcoreana trasmessa dall'8 aprile al 25 giugno 2013 su MBC TV. È stata filmata al MBC Dramia di Yongin.

## Trama
Joseon, 1570 circa. Dopo l'ingiusta esecuzione del padre per tradimento, Yoon Seo-hwa viene venduta a un gibang con suo fratello e la cameriera Dam. Quando quest'ultima scopre che la padrona dovrà trascorrere la prima notte come gisaeng insieme a Jo Gwan-woong, l'assassino del padre, le due ragazze si scambiano i vestiti in modo che Seo-hwa possa scappare. Nella foresta, la giovane viene soccorsa dal kumiho Wol-ryung. I due si innamorano e Seo-hwa accetta di sposarlo, dopo aver ricevuto la notizia che Dam e il fratello stanno bene: in realtà sono entrambi morti, ma Wol-ryung non ha avuto il coraggio di dirglielo, così come non le ha rivelato la sua natura magica. Il giovane decide di non utilizzare i suoi poteri per cento giorni in modo da trovare il libro della famiglia Gu attraverso il quale diventerà umano, ma i suoi propositi vengono infranti quando Gwan-woong trova Seo-hwa. Wol-ryung interviene e massacra tutti i soldati, causando profondo ribrezzo nella moglie, che lo allontana. Mentre lui viene ucciso dal soldato Dam Pyung-joon, Seo-hwa scopre di aspettare un bambino. Nonostante i tentativi di abortire, la ragazza partorisce il loro figlio, che affida al monaco So-jung; poi cerca di uccidere Gwan-woong, ma è lei a perire.
So-jung convince il nobile Park Moo-sol che adottando il bambino otterrà una grande fortuna, così l'uomo lo prende con sé fino al compimento dei vent'anni. Il piccolo, chiamato Kang-chi, cresce come figlio del capo della servitù, ma Moo-sol lo considera parte della famiglia, e il ragazzo è innamorato di sua figlia Chung-jo ed è grande amico del fratello maggiore di Chung-jo, Tae-seo. Noto in paese come combinaguai, Kang-chi in realtà è leale e di buon cuore, ed è benvoluto da tutti i servitori della "Locanda dei Cento Anni" gestita dai Park. Gwan-woong, però, incastra lord Park per tradimento e manda le guardie ad arrestarlo, ma Kang-chi si intromette e, per proteggerlo, Moo-sol viene ucciso. So-jung porta via il ragazzo prima che scateni la sua forza soprannaturale contro Gwan-woong, che approfitta della sua fuga e lo accusa dell'omicidio. Yoon, la moglie di Moo-sol, si suicida; Chung-jo viene venduta a un gibang mentre suo fratello Tae-seo, vittima di ipnosi, si convince che Kang-chi abbia davvero ucciso suo padre.
Contemporaneamente, la spadaccina Dam Yeo-wool e la sua guardia del corpo Gon vengono mandati al villaggio dal padre di lei, il maestro di arti marziali Dam Pyung-joon, per indagare sulla serie di omicidi di cui sospettano che Gwan-woong sia colpevole. Yeo-wool assiste agli eventi che provocano la caduta della famiglia Park e aiuta Kang-chi a scappare. Durante la fuga, il braccialetto di Kang-chi si rompe: l'amuleto, che indeboliva i suoi poteri, perde la sua efficacia, facendolo trasformare in una creatura per metà mostruosa, che uccide tutti i soldati. So-jung racconta allora al ragazzo la verità sulle sue origini e dell'esistenza del libro della famiglia Gu, che il giovane decide di cercare per liberarsi del lato mostruoso. Pur spaventata, Yeo-wool lo aiuta e si oppone al padre, che vuole uccidere Kang-chi. L'uomo, però, cattura comunque il giovane e lo manda alle autorità, che lo condannano a morte.
Salvato dal comandante navale Yi Sun-sin, Kang-chi viene iscritto alla scuola di arti marziali dei Dam, dove si allena per controllare la trasformazione, mentre cerca di dimostrare l'innocenza di lord Park, salvare la Locanda e trovare il libro della famiglia Gu. Lui e Yeo-wool si innamorano, ma il loro cammino è disseminato da numerosi ostacoli, tra cui una profezia che stabilisce che uno dei due morirà se Yeo-wool resterà al fianco di Kang-chi.

## Interpreti e personaggi
- Choi Kang-chi, interpretato da Lee Seung-gi
Un ragazzo di diciannove anni per metà kumiho, che vuole diventare completamente umano. Impulsivo e attaccabrighe, non può fare a meno di cacciarsi nei guai, ma ha un cuore buono che lo spinge a proteggere le persone in difficoltà. Inizialmente innamorato di Chung-jo, il suo affetto si sposta poi su Yeo-wool, che inizialmente credeva essere un ragazzo per il suo abbigliamento.
- Dam Yeo-wool, interpretata da Bae Suzy
Maestra di arti marziali alla scuola del padre, è particolarmente brava nel tiro con l'arco e nell'uso della spada, ed è molto testarda. Si innamora di Kang-chi e lo accetta per quello che è, anche se la natura divina del ragazzo spaventa le altre persone. L'ha già incontrato da piccola, quando la salvò da un cane che stava per morderla. Sua madre è morta dandola alla luce.
- Jo Gwan-woong, interpretato da Lee Sung-jae
Un nobiluomo malvagio, ex-assistente del ministro, desiderava la madre di Kang-chi, Seo-hwa, e per averla uccise il padre di lei. È la mente di una serie di piani criminosi contro la nazione di Joseon, al fine di diventare il governatore della provincia meridionale con l'aiuto dei giapponesi. Fa assassinare chiunque lo ostacoli o non si faccia corrompere, e vive rubando le tasse. Tra i suoi oppositori, è conosciuto con il nome in codice di Bi-jo.
- Gon, interpretato da Sung Joon
Esperto combattente e guardia del corpo di Yeo-wool, di cui è innamorato senza essere ricambiato. Battibecca spesso con Kang-chi, tranne quando si tratta di proteggere Yeo-wool. Ha un forte senso di responsabilità e non può fare a meno di ubbidire agli ordini che gli vengono dati. È uno dei maestri della scuola Muhyeongdogwan.
- Park Tae-seo, interpretato da Yoo Yeon-seok
Figlio di Park Moo-sol e coetaneo di Kang-chi, è un ragazzo responsabile che aiuta il padre a gestire la locanda, occupandosi principalmente della parte finanziaria. Devo spesso porre rimedio ai guai causati da Kang-chi. È innamorato di Yeo-wool.
- Park Chung-jo, interpretata da Lee Yu-bi
Figlia di Park Moo-sol, ha due anni meno di Kang-chi, di cui è il primo amore. Chung-jo ricambia i suoi sentimenti, ma è promessa a un altro uomo e non andrebbe mai contro il volere della sua famiglia per stare con Kang-chi. Pertanto decide di sacrificare la sua felicità per il bene dei Park e rinunciare a lui, anche se l'idea di sposarsi le pesa. Dopo aver scoperto la vera natura di Kang-chi, lo ripudia e si impegna per diventare un'ottima gisaeng. Solo quando vede Kang-chi con Yeo-wool capisce di aver sbagliato a cacciarlo, e diventa molto gelosa.
- Dam Pyung-joon, interpretato da Jo Sung-ha
Un ex-soldato, ora maestro di arti marziali alla scuola Muhyeongdogwan e padre di Yeo-wool. Cerca di proteggere la figlia da Kang-chi.
- Chun Soo-ryun, interpretata da Jung Hye-young
La gisaeng che dirige il Chunhwagwan, il gibang dove lavora Chung-jo, e dove un tempo fu mandata Seo-hwa. È uno dei maestri della scuola Muhyeongdogwan. È una donna severa, ma cerca di proteggere Chung-jo come tentò di fare con Seo-hwa. È rinomata per la sua abilità nella danza dei cinque tamburi.
- Yi Sun-sin, interpretato da Yoo Dong-geun
Il nuovo governatore, un comandante navale e un patriota, che realizza in segreto dei piani per sconfiggere la marina giapponese, chiedendo aiuto a Moo-sol per costruire un imponente vascello.
- Gu Wol-ryung, interpretato da Choi Jin-hyuk
Il padre di Kang-chi, un kumiho che faceva la guardia al monte Jirisan e che si innamorò di una donna umana, Seo-hwa.
- Yoon Seo-hwa/Ja Hong-myung, interpretata da Lee Yeon-hee (ep. 1-2, 21) e da Yoon Se-ah (ep. 14-21)
La madre di Kang-chi, che divenne una gisaeng dopo l'omicidio del proprio padre. Fu creduta uccisa da un soldato giapponese mentre cercava di colpire Jo Gwang-woon, ma in realtà era ancora viva. Quello stesso soldato la salvò e la portò segretamente con sé in Giappone, dove sposò il mercante Miyamoto, entrando a far parte della famiglia di mercanti Goon Bon; rimasta vedova, torna in Corea con l'identità fittizia della commerciante Ja Hong-myung.
- So-jung, interpretato da Kim Hee-won
Monaco buddista amico di Wol-ryung, che ora tiene d'occhio Kang-chi. È stato lui a predire a Yeo-wool un destino infausto se non eviterà il giovane.
- Park Moo-sol, interpretato da Uhm Hyo-sup
Un nobiluomo giusto e onesto, che ha preso con sé Kang-chi facendolo crescere come figlio del capo della servitù. È uno dei maestri della scuola Muhyeongdogwan e utilizza le sue risorse economiche per aiutare il governatore a proteggere la nazione creando un'imponente flotta navale.
- Park Yoon, interpretata da Kim Hee-jung
Moglie di Moo-sol, è profondamente ostile a Kang-chi per le sue origini sconosciute e i sentimenti che prova per sua figlia, Chung-jo. Yoon, infatti, vorrebbe per lei un matrimonio di alto rango, e teme che Kang-chi possa ostacolarla e, inoltre, essere un pericolo per i suoi cari. Da quando il bambino è arrivato alla Locanda, ha dei dubbi sulla sua reale natura, avendolo visto guarire magicamente da una piccola ferita.
- Gong Dal, interpretato da Lee Do-kyung
È uno dei quattro maestri della scuola Muhyeongdogwan. Si occupa anche della cucina, ed è un uomo molto saggio e versato nella creazione di medicinali.
- Ma Bong-chool, interpretato da Jo Jae-yoon
Un ladro, prende di mira i cittadini più deboli sottraendo loro del denaro insieme ai suoi sgherri. Il suo comportamento non è tollerato da Kang-chi, che lo punisce spesso e volentieri, umiliandolo di fronte a tutti. Questo causa profondo risentimento in Bong-chool, ma successivamente diventa amico e aiutante del ragazzo dopo che questi gli ha salvato la vita.

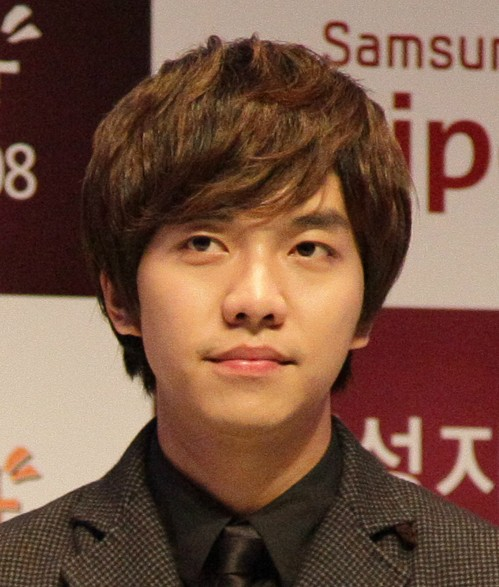
Lee Seung-gi interpreta Choi Kang-chi.
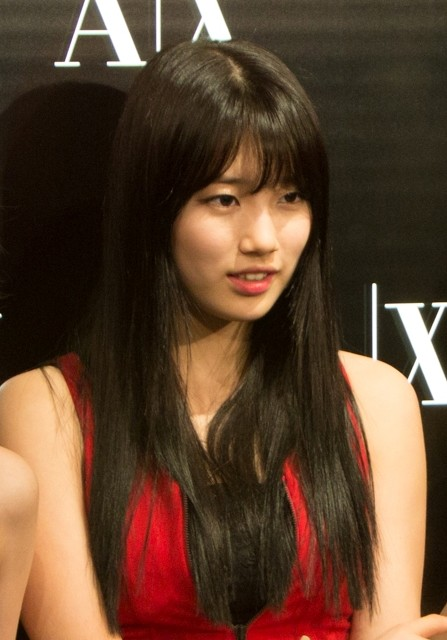
Bae Suzy interpreta Dam Yeo-wool.
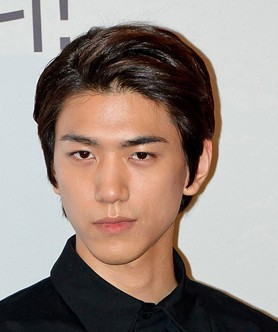
Sung Joon interpreta Gon.
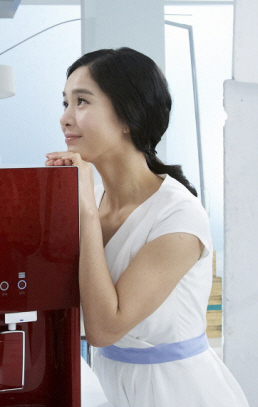
Jung Hye-young interpreta Chun Soo-ryun.
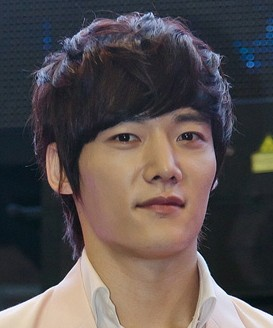
Choi Jin-hyuk interpreta Gu Wol-ryung.
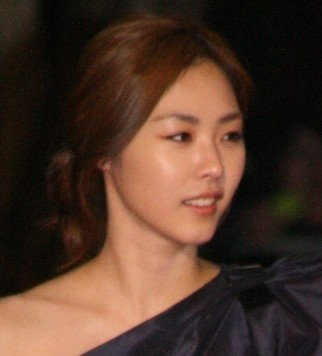
Lee Yeon-hee interpreta Yoon Seo-hwa.

## Ascolti
| Episodio | Data prima TV  | Audience medio      | Audience medio             | Audience medio      | Audience medio             |
| Episodio | Data prima TV  | Dati TNmS           | Dati TNmS                  | AGB Nielsen         | AGB Nielsen                |
| Episodio | Data prima TV  | A livello nazionale | Area metropolitana di Seul | A livello nazionale | Area metropolitana di Seul |
| -------- | -------------- | ------------------- | -------------------------- | ------------------- | -------------------------- |
| 1        | 8 aprile 2013  | 11,5%               | 13,1%                      | 11,2%               | 12,2%                      |
| 2        | 9 aprile 2013  | 12,4%               | 13,4%                      | 12,2%               | 13,4%                      |
| 3        | 15 aprile 2013 | 13.6%               | 15.2%                      | 13.6%               | 15.5%                      |
| 4        | 16 aprile 2013 | 14,1%               | 15,7%                      | 15,1%               | 17,1%                      |
| 5        | 22 aprile 2013 | 13,3%               | 15,4%                      | 14,4%               | 17,0%                      |
| 6        | 23 aprile 2013 | 14,2%               | 16,5%                      | 15,8%               | 18,3%                      |
| 7        | 29 aprile 2013 | 14,0%               | 16,2%                      | 16,3%               | 19,3%                      |
| 8        | 30 aprile 2013 | 14,2%               | 16,2%                      | 16,4%               | 19,0%                      |
| 9        | 6 maggio 2013  | 13,8%               | 15,5%                      | 15,4%               | 18,0%                      |
| 10       | 7 maggio 2013  | 14,3%               | 16,2%                      | 14,4%               | 16,9%                      |
| 11       | 13 maggio 2013 | 14,1%               | 16,3%                      | 14,5%               | 16,9%                      |
| 12       | 14 maggio 2013 | 15,1%               | 18,2%                      | 15,9%               | 18,7%                      |
| 13       | 20 maggio 2013 | 15,9%               | 17,2%                      | 14,8%               | 17,2%                      |
| 14       | 21 maggio 2013 | 14,4%               | 16,9%                      | 15,9%               | 18,0%                      |
| 15       | 27 maggio 2013 | 15,3%               | 18,3%                      | 16,4%               | 19,3%                      |
| 16       | 28 maggio 2013 | 16,6%               | 20,1%                      | 18,2%               | 21,7%                      |
| 17       | 3 giugno 2013  | 15,8%               | 18,2%                      | 17,5%               | 21,0%                      |
| 18       | 4 giugno 2013  | 16,0%               | 18,9%                      | 18,8%               | 22,4%                      |
| 19       | 10 giugno 2013 | 17,3%               | 21,0%                      | 18,3%               | 21,5%                      |
| 20       | 11 giugno 2013 | 18,2%               | 21,7%                      | 19,1%               | 22,3%                      |
| 21       | 17 giugno 2013 | 18,5%               | 21,8%                      | 18,6%               | 21,8%                      |
| 22       | 18 giugno 2013 | 15,3 %              | 17,5%                      | 16,3%               | 18,9%                      |
| 23       | 24 giugno 2013 | 17,7%               | 20,2%                      | 17,8%               | 21,1%                      |
| 24       | 25 giugno 2013 | 18,7%               | 22,1%                      | 19,5%               | 22,9%                      |
| Media    | Media          | 15,1%               | 17,5%                      | 16,1%               | 18,7%                      |

## Colonna sonora
La colonna sonora di Guga-ui seo è composta da dieci singoli e un album in due dischi.

### Singoli
Parte 1
1. Yisabel – My Eden – 3:41 (testo: Steven Saber – musica: Leo Z, Andrea Sand)
2. My Eden (Inst.) – 3:41 (musica: Leo Z, Andrea Sandri)

Parte 2
1. Lee Sang-gon – Love Hurts (사랑이 아프다?, Sarang-i apeudaLR) – 4:35 (testo: Kim Won – musica: Kim Won, Ryu Won-kwang)
2. Love Hurts (사랑이 아프다?, Sarang-i apeudaLR (Inst.)) – 4:35 (musica: Kim Won, Ryu Won-kwang)

Parte 3
1. Lee Ji-young – Love Is Blowing (사랑이 불어온다?, Sarang-i bur-eo-ondaLR) – 4:26 (testo: Kim Won – musica: Gong Chan-soo)
2. Love Is Blowing (사랑이 불어온다?, Sarang-i bur-eo-ondaLR (Inst.)) – 4:26 (musica: Gong Chan-soo)

Parte 4
1. Baek Ji-young – Spring Rain (봄비?, BombiLR) – 3:41 (testo: Bae Min-hyuk, Kim Sun-mi – musica: Hee Jang-nim, Bae Min-hyuk)
2. Spring Rain (봄비?, BombiLR (Inst.)) – 3:41 (musica: Hee Jang-nim, Bae Min-hyuk)

Parte 5
1. Bae Suzy – Don't Forget Me (나를 잊지 말아요?, Nareul itji mar-a-yoLR) – 3:40 (testo: Kim Sun-min, Benjamin K – musica: Kim Sun-min, Kim Kyung-bum)
2. Don't Forget Me (나를 잊지 말아요?, Nareul itji mar-a-yoLR (Inst.)) – 3:40 (musica: Kim Sun-min, Kim Kyung-bum)

Parte 6
1. The One – Best Wishes to You (잘 있나요?, Jal inna-yoLR) – 3:51 (testo: Ji Hoon – musica: Oh Chang-hoon, Park Sung-ho)
2. Best Wishes to You (잘 있나요?, Jal inna-yoLR (Inst.)) – 3:51 (musica: Oh Chang-hoon, Park Sung-ho)

That One Last Word
1. Lee Seung-gi – That One Last Word (마지막 그 한마디?, Majimak geu hanmadiLR) – 4:48 (Lee Seung-gi, Duble Sidekick)
2. That One Last Word (마지막 그 한마디?, Majimak geu hanmadiLR (Inst.)) – 4:48 (musica: Lee Seung-gi, Duble Sidekick)

Parte 7
1. 4Men – Only You (너 하나야?, Neo hana-yaLR) – 4:50 (testo: Choi Sun-il – musica: Choi Sun-il, Yoon Mi-soon)
2. Only You (너 하나야?, Neo hana-yaLR (Inst.)) – 4:50 (musica: Choi Sun-il, Yoon Mi-soon)

Parte 8
1. Shin Jae – Will You Be My Love, Rain? (나의 사랑비가 되어줄래?, Na-ui sarangbiga doe-eojullaeLR) – 3:36 (testo: Ji Hoon, Kim Sun-mi – musica: Kim Se-jin, Seo Jung-jin)
2. Will You Be My Love, Rain? (나의 사랑비가 되어줄래?, Na-ui sarangbiga doe-eojullaeLR (Inst.)) – 3:36 (musica: Kim Se-jin, Seo Jung-jin)

Special
1. Choi Jin-hyuk – Best Wishes To You (잘 있나요?, Jal inna-yoLR (Acoustic Ver.)) – 3:35 (testo: Ji Hoon – musica: Oh Chang-hoon, Park Sung-ho)
2. Best Wishes To You (잘 있나요?, Jal inna-yoLR (Acoustic Ver.) (Inst.)) – 3:35 (musica: Oh Chang-hoon, Park Sung-ho)

### Album
La traccia 6 del primo CD è disponibile solo su CD.
Disco 1
1. Yisabel – My Eden – 3:39 (testo: Steven Saber – musica: Leo Z, Andrea Sand)
2. Lee Sang-gon – Love Hurts (사랑이 아프다?, Sarang-i apeudaLR) – 4:34 (testo: Kim Won – musica: Kim Won, Ryu Won-kwang)
3. Baek Ji-young – Spring Rain (봄비?, BombiLR) – 3:41 (testo: Bae Min-hyuk, Kim Sun-mi – musica: Hee Jang-nim, Bae Min-hyuk)
4. The One – Best Wishes to You (잘 있나요?, Jal inna-yoLR) – 3:50 (testo: Ji Hoon – musica: Oh Chang-hoon, Park Sung-ho)
5. Bae Suzy – Don't Forget Me (나를 잊지 말아요?, Nareul itji mar-a-yoLR) – 3:37 (testo: Kim Sun-min, Benjamin K – musica: Kim Sun-min, Kim Kyung-bum)
6. Lee Seung-gi – That One Last Word (마지막 그 한마디?, Majimak geu hanmadiLR) – 4:48 (Lee Seung-gi, Duble Sidekick)
7. 4Men – Only You (너 하나야?, Neo hana-yaLR) – 4:48 (testo: Choi Sun-il – musica: Choi Sun-il, Yoon Mi-soon)
8. Shin Jae – Will You Be My Love, Rain? (나의 사랑비가 되어줄래?, Na-ui sarangbiga doe-eojullaeLR) – 3:34 (testo: Ji Hoon, Kim Sun-mi – musica: Kim Se-jin, Seo Jung-jin)
9. Lee Ji-young – Love Is Blowing (사랑이 불어온다?, Sarang-i bur-eo-ondaLR) – 4:24 (testo: Kim Won – musica: Gong Chan-soo)
10. Baek Ji-young – Spring Rain (봄비?, BombiLR (Acoustic Ver.)) – 3:58 (testo: Baek Min-hyuk, Kim Sun-mi – musica: Baek Min-hyuk, Hee Jang-nim)
11. Yisabel – My Eden (내 안의 낙원?, Nae an-ui nag-wonLR) – 3:38 (testo: Kim Eun-kyung – musica: Leo Z, Andrea Sandri)
12. Oh Chang-hoon – Best Wishes To You (잘 있나요?, Jal inna-yoLR (Acoustic Ver.)) – 3:35 (testo: Ji Hoon – musica: Oh Chang-hoon, Park Sung-ho)
13. AA.VV. – Gu Family Book (구가의서?, Guga-ui seoLR) – 5:20 (musica: Park Se-jun, Lee Won-hee)

Disco 2
1. Heaven's Door (천국의 문?, Cheon-gug-ui munLR) – 2:53 (musica: Lee Nyeom)
2. Bi-jo (비조?, BijoLR) – 2:04 (musica: Song Jin-seok)
3. The Life and Myth – 3:25 (musica: Kim Dong-hyeok)
4. The Land of Idea – 2:20 (musica: Park Se-jun)
5. The Beaded Bracelet (염주 팔찌?, Yeomju paljjiLR) – 2:10 (musica: Park Se-jun)
6. About Death – 2:35 (musica: Lee Nyeom)
7. It Looked Beautiful (예뻤구만?, YeppeogumanLR) – 1:42 (musica: Song Jin-seok)
8. The Death Road March – 2:52 (musica: Park Se-jun)
9. Angry Fox – 3:29 (musica: Park Se-jun)
10. Moonlight Garden (달빛 정원?, Dalbit jeong-wonLR) – 2:10 (musica: Lee Nyeom)
11. Half Human Half Beast (반인반수?, Ban-in bansuLR) – 1:48 (musica: Kim Dong-hyuk)
12. Root of Evil – 2:00 (musica: Song Jin-seok)
13. The Rough Breath – 2:04 (musica: Song Jin-seok)
14. Sympathy – 3:17 (musica: Lee Nyeom)
15. Kill That Beowulf – 2:16 (musica: Kim Dong-hyuk)
16. Divine Beast's Rage (신수의 폭주?, Sinsu-ui pokjuLR) – 2:14 (musica: Park Se-jun)
17. Root of Evil (Piano Ver.) – 1:49 (musica: Song Jin-seok)
18. Before the Storm – 3:17 (musica: Park Se-jun)
19. The Fox and the Dance (여우와 춤을?, Yeo-u-wa chum-eulLR) – 1:42 (musica: Park Se-jun)
20. Fill Sorrow – 2:16 (musica: Park Se-jun)
21. Red Sun – 1:44 (musica: Kim Dong-hyuk)
22. Eagle Fly Free – 2:26 (musica: Park Se-jun)
23. Libera Me – 1:44 (musica: Park Se-jun)
24. Tears of Flower – 2:54 (musica: Song Jin-seok)
25. Hoerancho (회란초?) – 2:22 (musica: Park Se-jun)
26. The Death March Road (Piano & Scat Story) – 1:36 (musica: Park Se-jun)
27. Gu Family Book (구가의 서?, Guga-ui seoLR (Piano Story)) – 2:58 (musica: Park Se-jun e Yoon Han)
28. Book of Humour ( 해학의 서?, Haehwag-ui seoLR) – 1:20 (musica: Kim Dong-hyuk)
29. Brief Relationship (짧은 인연?, Jjalb-eun in-yeonLR) – 3:11 (musica: Park Se-jun)
30. Song of Tears (눈물의 노래?, Nunmur-ui noraeLR) – 2:43 (musica: Park Se-jun)
31. Chwihonju (취혼주?) – 2:10 (musica: Song Jin-seok)
32. Evil Eyes – 2:35 (musica: Lee Nyeom)

## Riconoscimenti
- APAN Star Award (Daejeon Drama Festival)
  - 2013 – Best Action a Guga-ui seo[8]
  - 2013 – Newcomer Actor Award a Choi Jin-hyuk[8]
  - 2013 – Newcomer Actress Award a Lee Yu-bi[8]
  - 2013 – Candidatura Excellence Actor a Lee Seung-gi[9]
  - 2013 – Candidatura Acting Award (Actor) a Lee Sung-jae[9]
- Asia Rainbow TV Award[10]
  - 2013 – Oustanding Period Drama
  - 2013 – Outstanding Leading Actor a Lee Seung-gi
  - 2013 – Oustanding Supporting Actor a Choi Jin-hyuk
  - 2013 – Outstanding Director a Shin Woo-chul

- Baeksang Arts Award[11]
  - 2014 – Candidatura New Actor a Choi Jin-hyuk
  - 2014 – Candidatura Actor Popularity a Lee Seung-gi
  - 2014 – Candidatura Actress Popularity a Bae Suzy

- Korea Drama Award
  - 2013 – Best Soundtrack a Only You di 4Men[12]
  - 2013 – Candidatura Best Production Director a Shin Woo-chul[13]
  - 2013 – Candidatura Male Top Excellence (Best Actor) a Lee Seung-gi[13]
  - 2013 – Candidatura Excellence Actress a Bae Suzy[13]
  - 2013 – Candidatura Best Couple a Lee Seung-gi e Bae Suzy[14]

- MBC Drama Award
  - 2013 – Top Excellence Actor (Mini-Series) a Lee Seung-gi[15]
  - 2013 – Top Excellence Actress (Mini-Series) a Bae Suzy[15]
  - 2013 – Popularity Award a Lee Seung-gi[15]
  - 2013 – Best Couple Award a Lee Seung-gi e Bae Suzy[15]
  - 2013 – Candidatura Best Drama Award a Guga-ui seo[16]
  - 2013 – Candidatura Excellent Actress (Mini-series) a Lee Yeon-hee[17]
  - 2013 – Candidatura Best New Actor a Choi Jin-hyuk[18]
  - 2013 – Candidatura Best New Actress a Lee Yu-bi[18]
  - 2013 – Candidatura Popularity Award a Bae Suzy[19]

- Melon Music Award
  - 2013 – Candidatura OST Award a Only You di 4Men[20]

- Mnet 20's Choice Award
  - 2013 – 20's Drama Star - Female a Bae Suzy[21]
  - 2013 – Candidatura 20's Drama Star - Male a Lee Seung-gi[22]
  - 2013 – Candidatura 20's Booming Star - Female a Lee Yu-bi[22]

- Mnet Asian Music Award
  - 2013 – Candidatura Best Original Soundtrack a Don't Forget Me di Bae Suzy[23]

- Mwave Drama Award
  - 2014 – Brightest Swan a Bae Suzy[24]
  - 2014 – Hottest Onscreen Couple a Lee Seung-gi e Bae Suzy[25]

- Seoul International Drama Award
  - 2013 – Outstanding Korean Actress a Bae Suzy[26]
  - 2013 – Candidatura Outstanding Korean Drama a Guga-ui seo[27]
  - 2013 – Candidatura Outstanding Korean Drama OST a Spring Rain di Baek Ji-young[27]
  - 2013 – Candidatura Outstanding Korean Drama OST a Don't Forget Me di Bae Suzy[28]